# Ritidoma

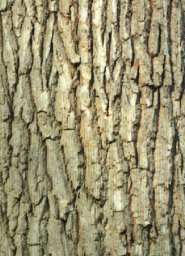
Ritidoma de um carvalho.

Ritidoma é a designação dada às porções mais velhas do súber que vão se destacando da superfície dos troncos das plantas lenhosas, constituindo a sua camada mais externa. É camada exterior, constituída por células mortas, da casca das árvores e outras plantas lenhosas, o xilema.
O ritidoma é um estrato externo e epidérmico, formado por tecido morto, colocado sobre o denominado entrecasco, a parte mais interna da casca da árvore, formado por tecido vivo, mole e húmido, capaz de conduzir a seiva elaborada.
O ritidoma protege os tecidos mais novos dos excesso de evaporação e de outros agentes deletérios do ambiente. O ritidoma acaba por rachar e cair, já que sendo um tecido morto não se regenera. Nas plantas adaptadas a ambientes onde os fogos são frequentes, o ritidoma é espessado, funcionando como isolante térmico e como barreira contra a perda excessiva de água.
O ritidoma de algumas espécies tem interesse comercial, como acontece com o sobreiro, cujo ritidoma é a cortiça, e o pinheiro, cujo ritidoma é a carrasca, utilizada como material combustível e de enchimento.

## Galeria de fotos

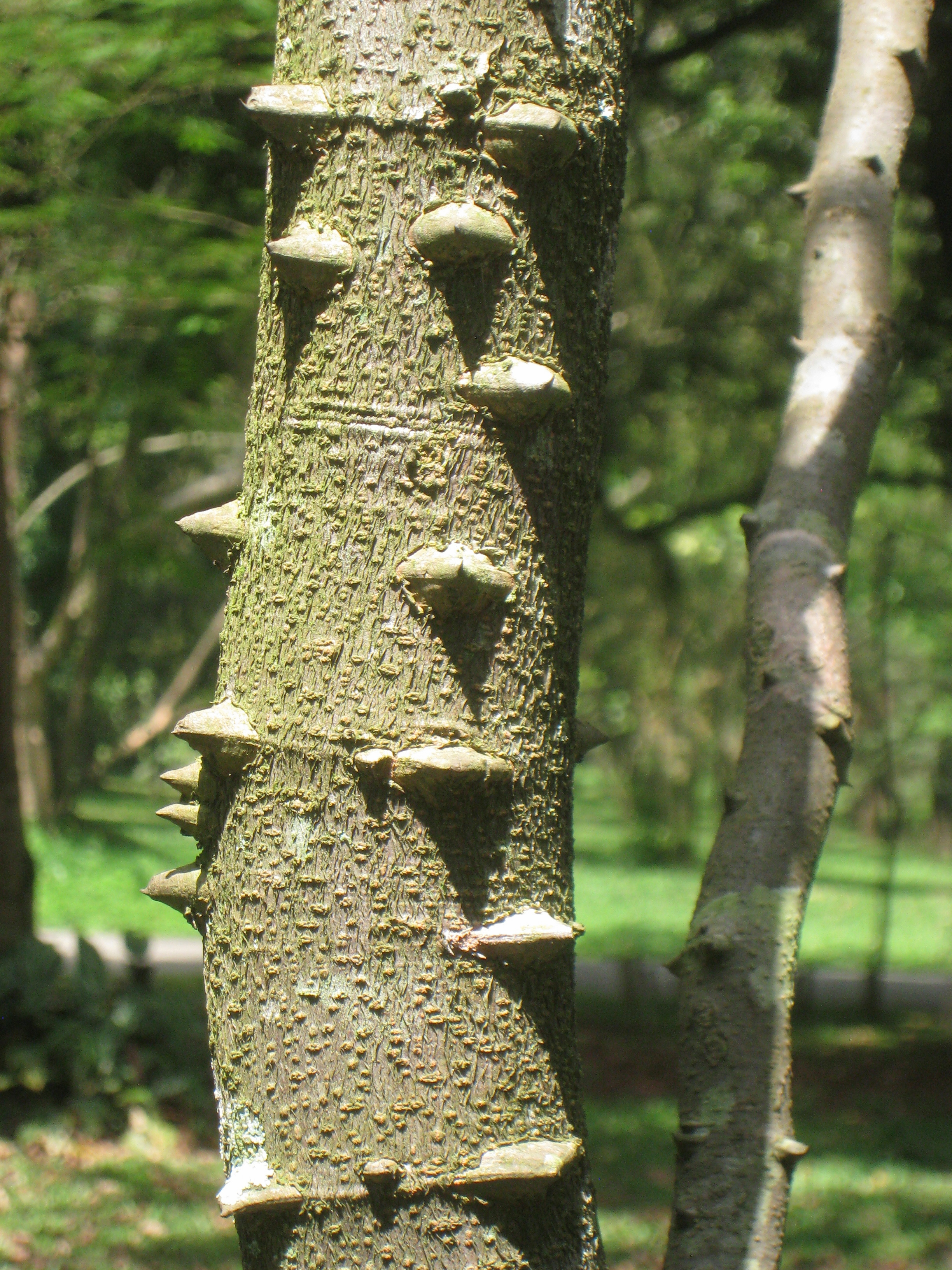
Ritidoma do pau-brasil (Paubrasilia echinata)
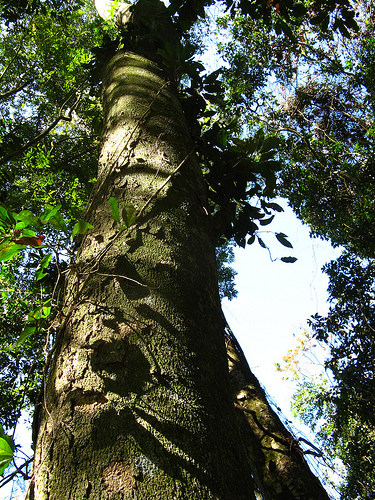
Ritidoma de um pau-pereira (Platycyamus regnellii)
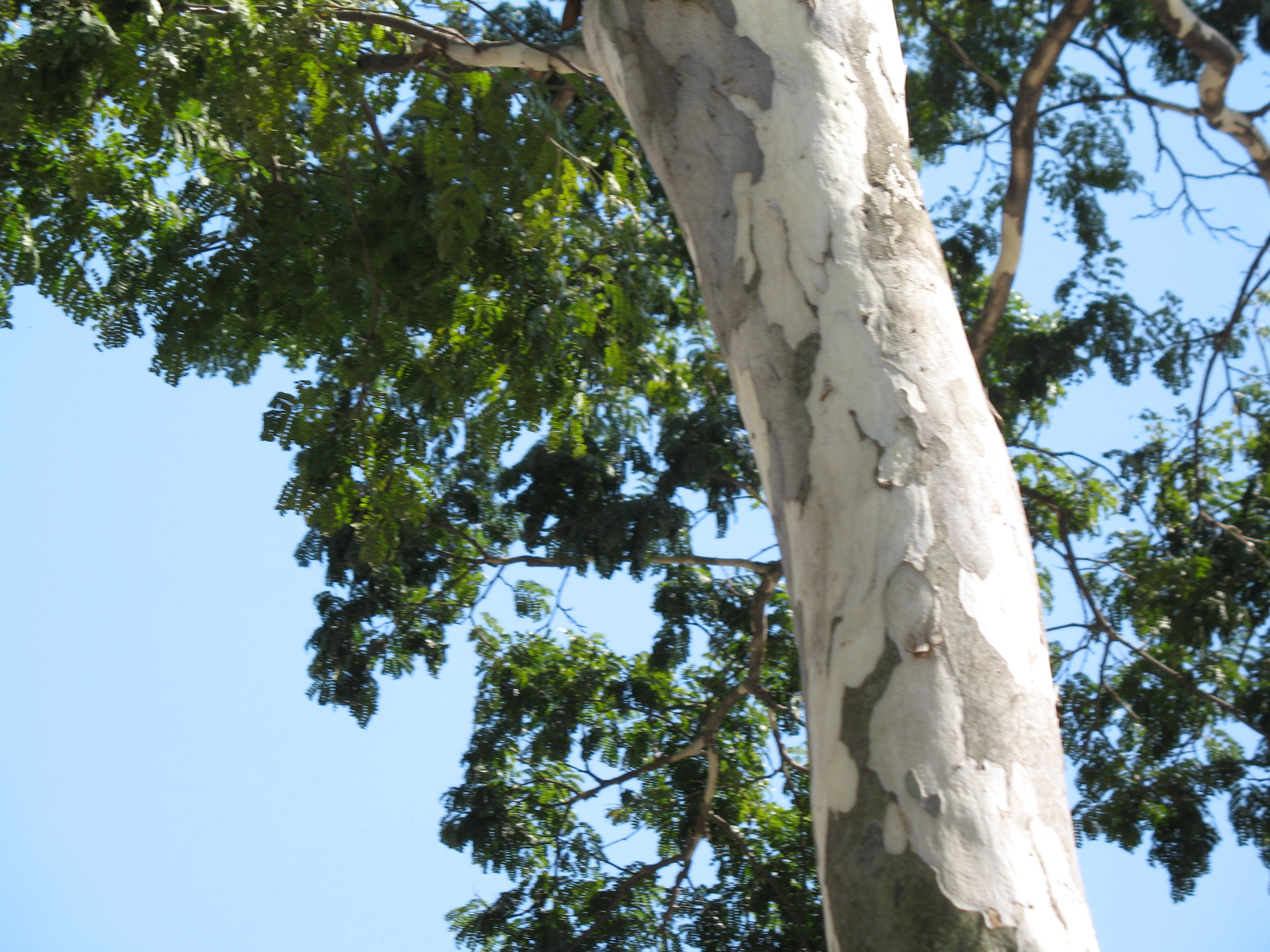
Ritidoma do pau-ferro (Caesalpinia leiostachya)
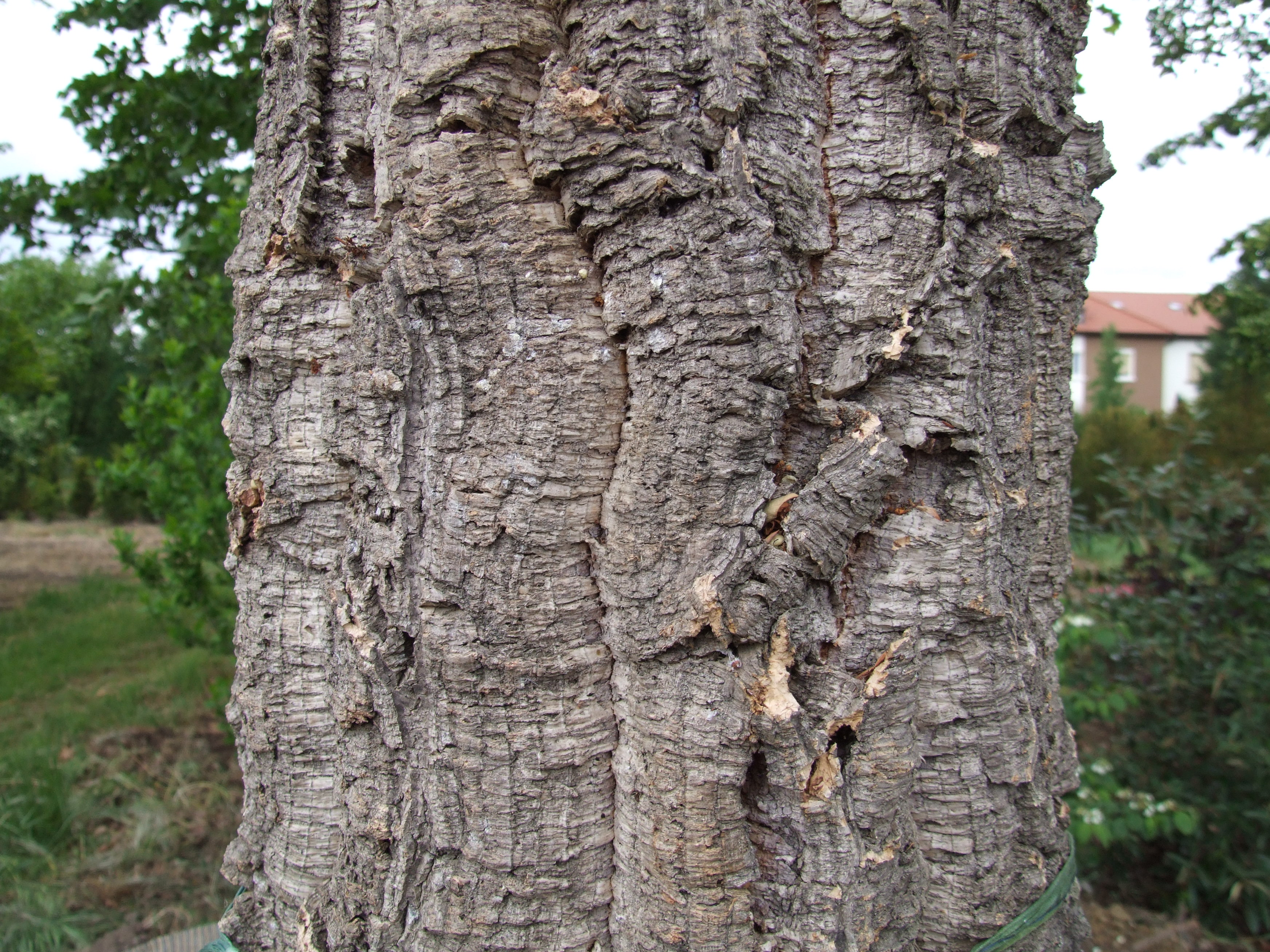
Ritidoma do sobreiro (Quercus suber)
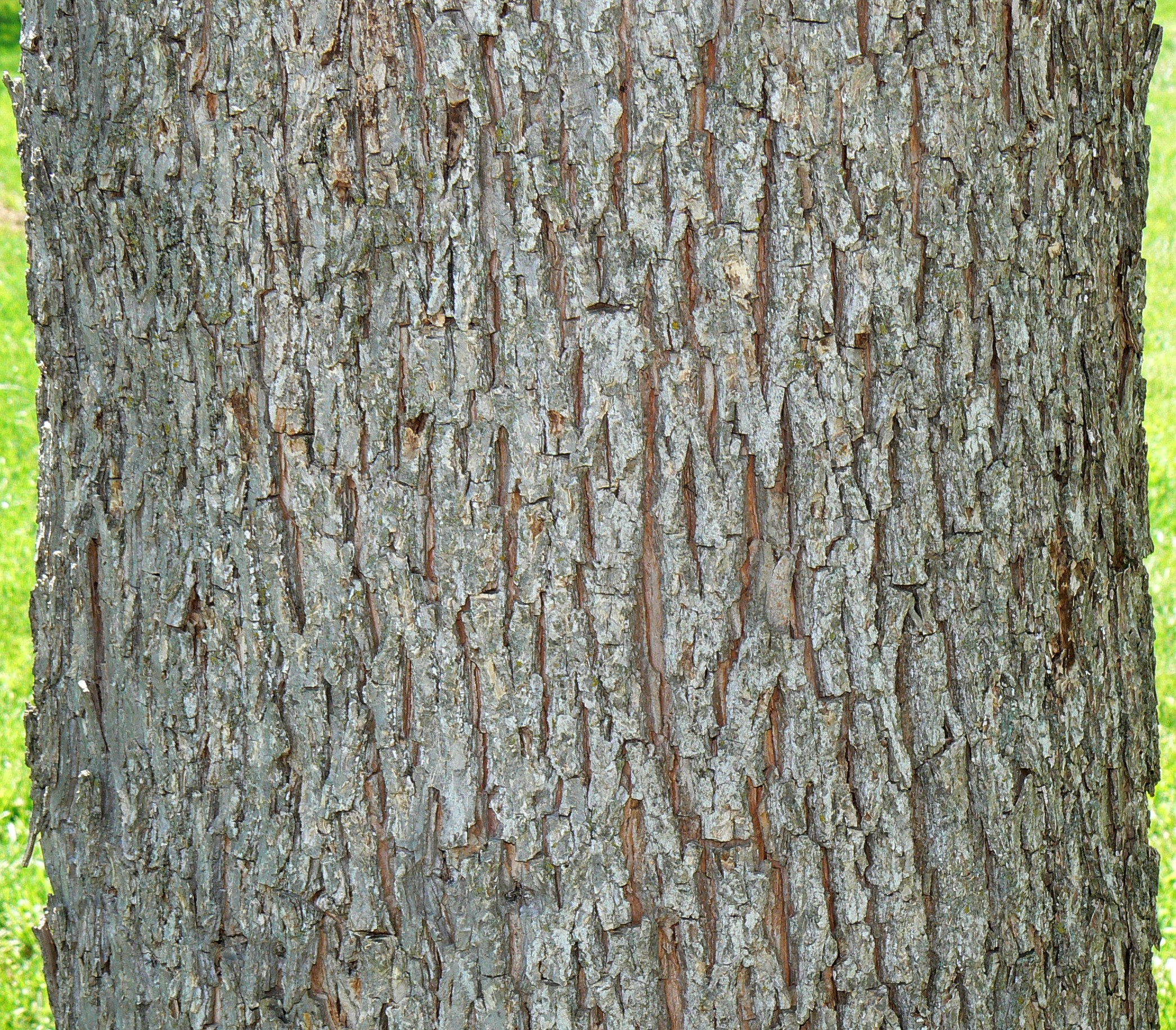
Ritidoma da nogueira-pecã (Carya illinoinensis)
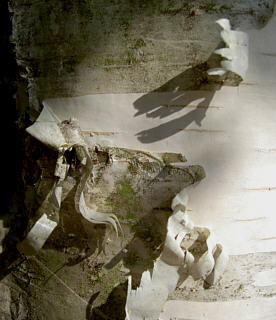
Ritidoma da Bétula (Betula)
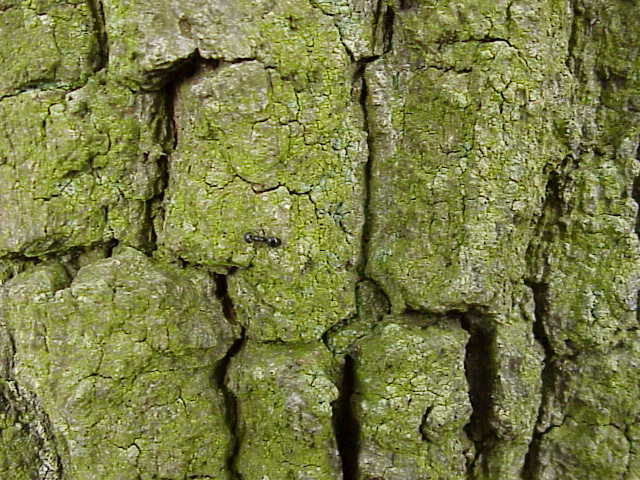
Ritidoma do carvalho-roble ou carvalho-alvarinho (Quercus robur)
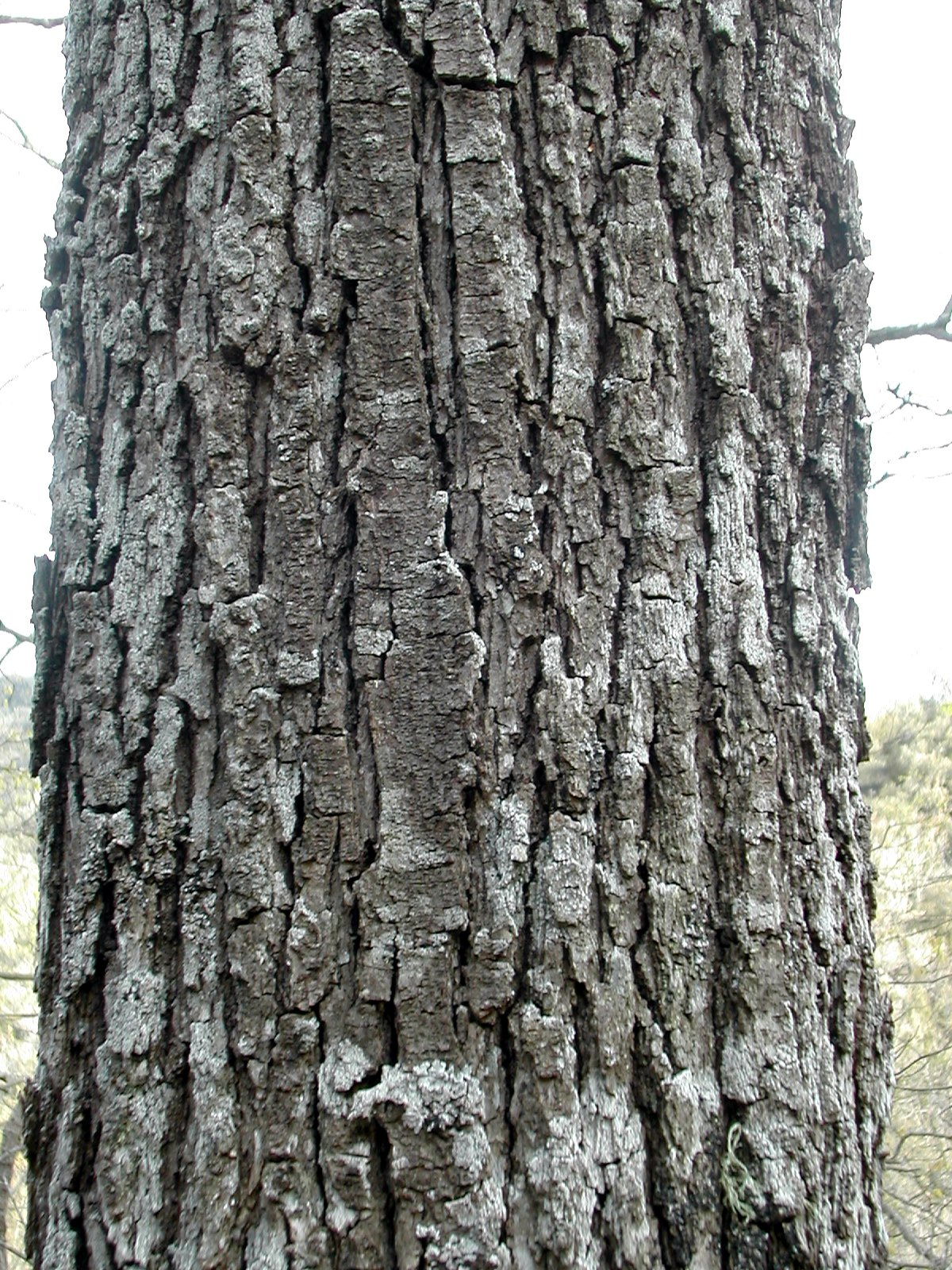
Ritidoma do carvalho-branco (Quercus petraea)
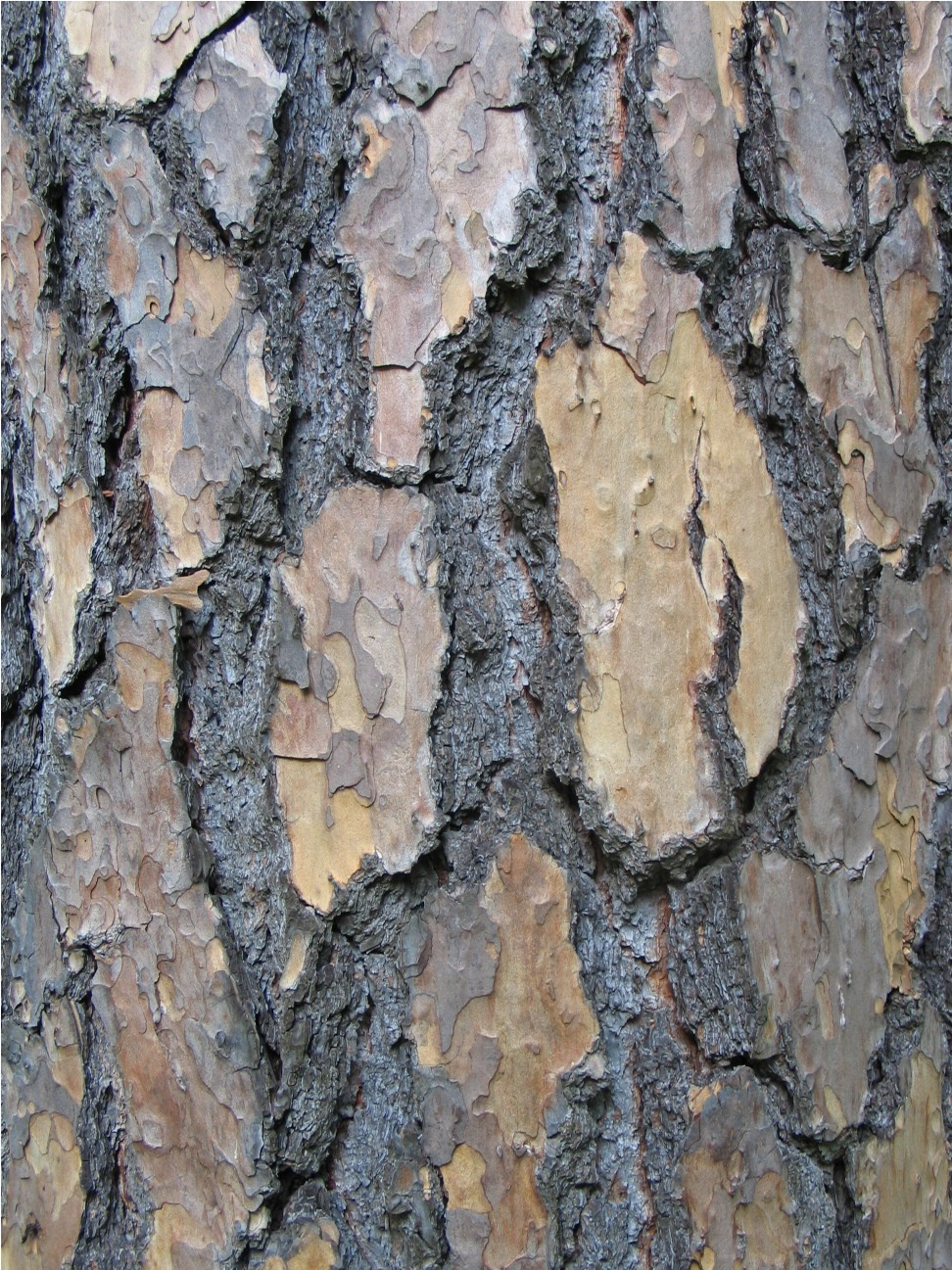
Ritidoma do pinheiro-silvestre(Pinus sylvestris)
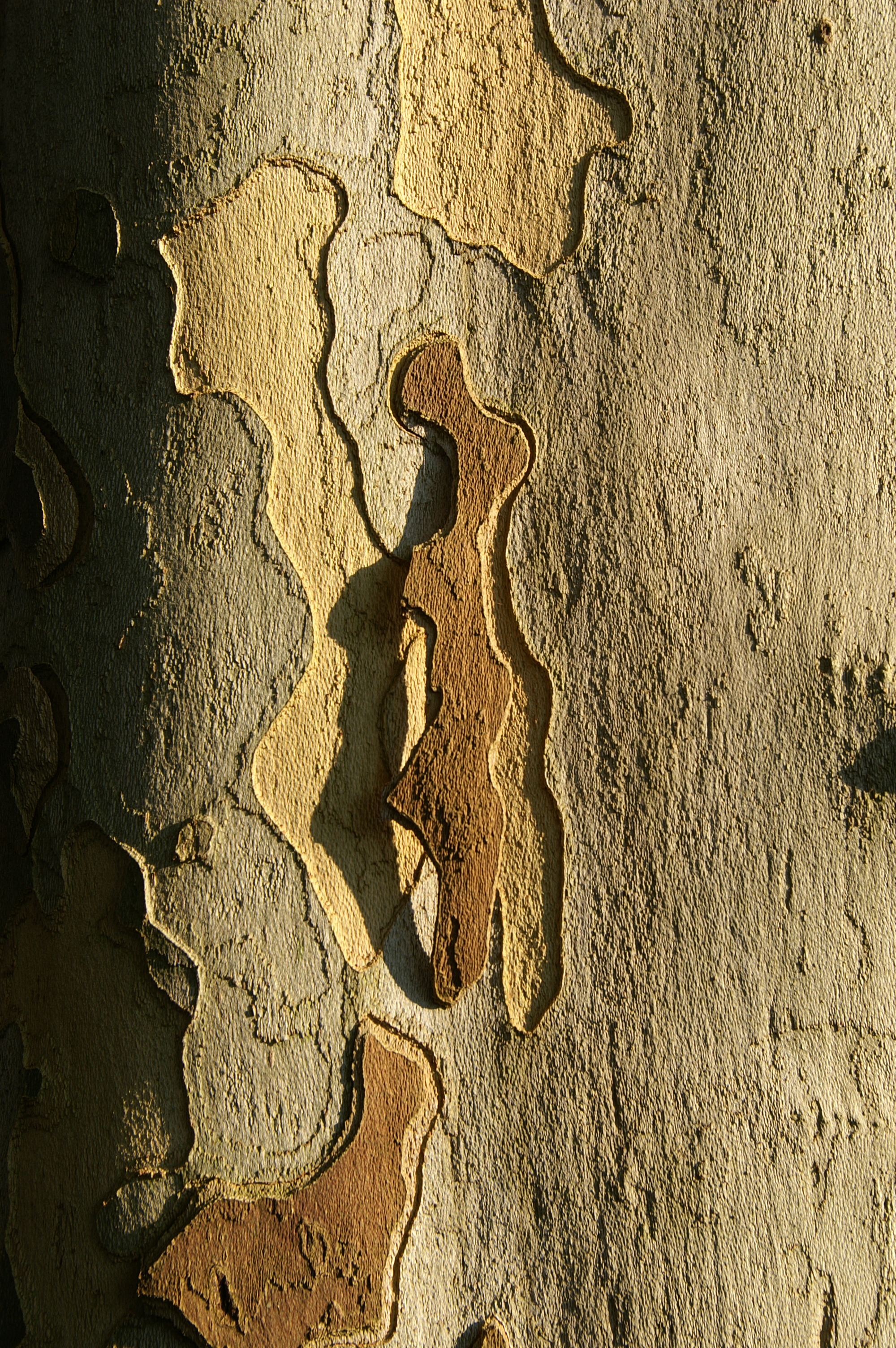
Ritidoma do plátano europeu ou platanus x hispanica (Platanus)
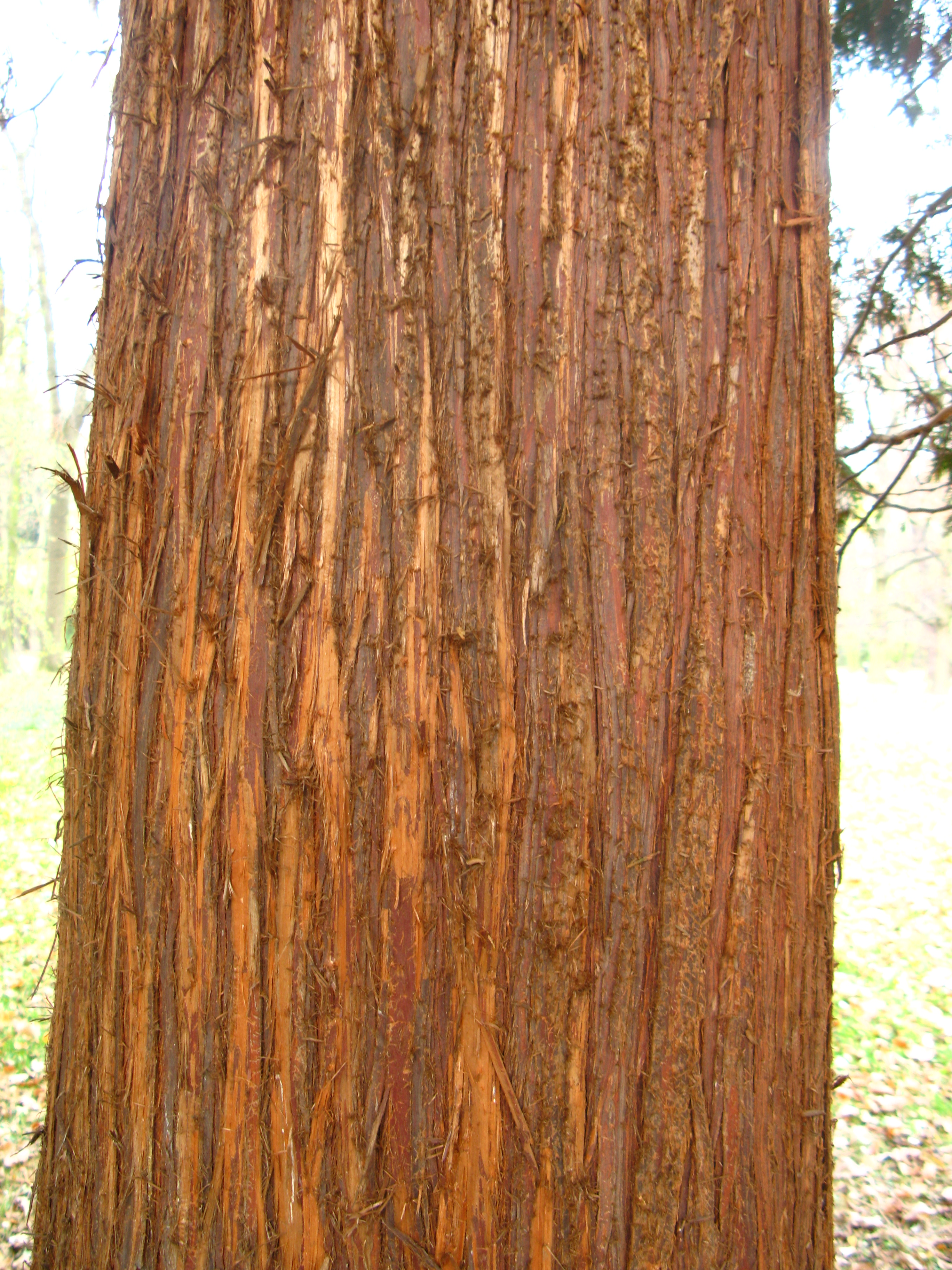
Ritidoma de um cedro vermelho do pacífico (Thuja plicata)
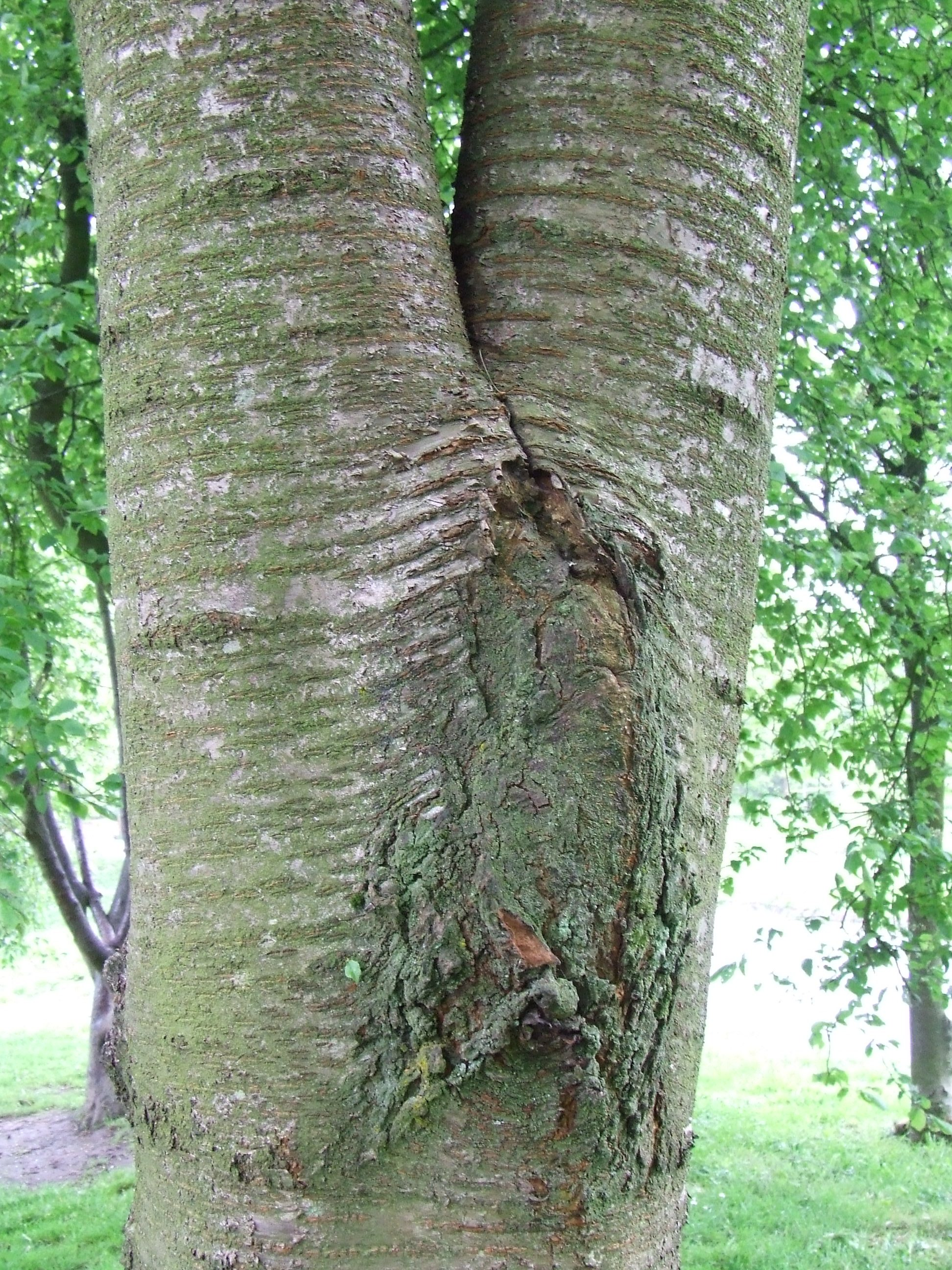
Ritidoma de uma cerejeira-brava (Prunus avium)
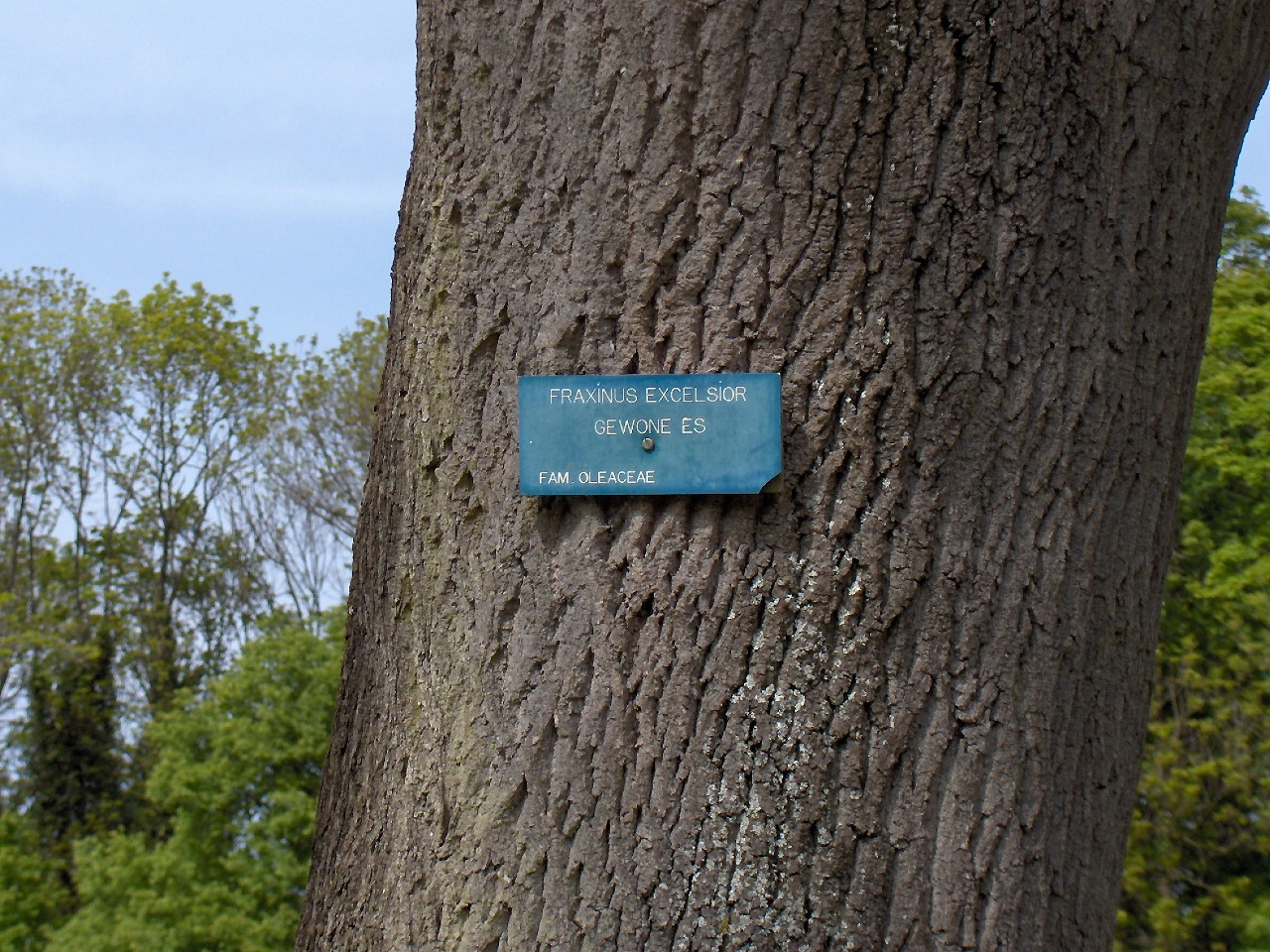
Ritidoma de um freixo (Fraxinus excelsior)
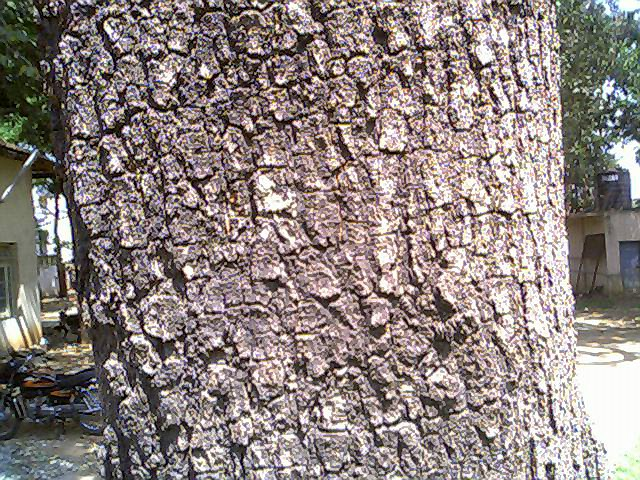
Ritidoma da mangueira (mangifera indica)